# Mark Considine
Mark Anthony Considine (* 1. September 1967 in Leicester) ist ein ehemaliger britischer Basketballspieler.

## Laufbahn
Der 2,11 Meter große Considine ging als Jugendlicher in die Vereinigten Staaten und spielte Basketball an der Delcastle Tech High School im Bundesstaat Delaware. Später gehörte der Innenspieler in Marianna (Bundesstaat Florida) der Hochschulmannschaft des Chipola College an. 1989 wurde erst sein Wechsel an die University of Florida vermeldet, er spielte dann aber am Connors State College in Oklahoma und 1990/91 an der University of Southwestern Louisiana.
Sein erster Halt im Profibasketball wurde 1991 die Mannschaft Leicester City Riders in seiner Heimatstadt. Mit der Mannschaft trat er auch im europäischen Vereinswettbewerb Korać-Cup an. Dort blieb Considine bis Februar 1993, als er ins belgische Gent wechselte.
Considine, der Mitglied der englischen Nationalmannschaft war, spielte in Schweden, in der Saison 1996/97 verstärkte der Engländer den deutschen Zweitligisten Forbo Paderborn. Von Paderborn wechselte er in die österreichische Bundesliga, stand 1997/98 beim UBC Oberwart unter Vertrag, für den er auch Einsätze im Korać-Cup bestritt. Im März 1998 wechselte er zu El Covirán Sierra Nevada nach Spanien.
In der Sommerpause 1998 wurde er zunächst vom italienischen Zweitligisten Avellino als Neuzugang vermeldet, spielte ab Oktober 1998 dann bei den Birmingham Bullets in der British Basketball League (BBL). In der Saison 1999/2000 stand er bei C.B. Aracena in Spanien unter Vertrag.
Bis Januar 2001 verstärkte Considine die Ulriken Eagles in Norwegen. Er ging wieder nach Deutschland, spielte in der zweiten Liga für den BCJ Hamburg, sein Trainer im Spieljahr 2001/02 war dort wie in Paderborn Pat Elzie. Considine spielte von 2002 bis 2004 bei spanischen Vereinen, dann 2004/05 bei den Leicester Riders in England und von 2005 bis 2007 wieder in Spanien.
Nach dem Ende seiner Spielerzeit blieb Considine im Basketballgeschäft und wurde als Spielervermittler tätig.